# Danorhynchus gosoeensis
Danorhynchus gosoeensis är en plattmaskart som beskrevs av Tor Karling 1955. Danorhynchus gosoeensis ingår i släktet Danorhynchus, och familjen Polycystididae. Arten är reproducerande i Sverige.